# ギーゼラ・アーレント
ギーゼラ・アーレント（Gisela Arendt 1918年11月5日 - 1969年2月18日）は、ドイツ、ベルリン出身の競泳選手。
1934年のヨーロッパ水泳選手権の100m自由形で銅メダル、100m背泳ぎ、400mリレーで銀メダルを獲得した。
1936年のベルリンオリンピックでは100m自由形で銅メダル、400mリレーで銀メダルを獲得した。
1952年のヘルシンキオリンピックにも33歳で出場した。